# NaApLog Atlântico Sul (G-40)
O NaApLog Atlântico Sul (G-40), ex-Lloyd Atlantico, atual Norsal Atlântico é um Navio Porta-Containers, utilizado como navio de apoio da Marinha do Brasil até 2005.

## História
A embarcação foi construída pelo estaleiro Ishikawajima do Brasil Estaleiros S/A na cidade do Rio de Janeiro. Encomendado pela Companhia de Navegação Lloyd Brasileiro, lançado e incorporado como Navio Porta-Container, navegou como N/M "Lloyd Atlântico", era o maior Navio Porta-Container construído na América Latina.
O Lloyd Brasileiro interrompeu suas operações  e desativou o navio em 24 de outubro de 1994, permanecendo fundeado na Baia da Guanabara.
O navio foi cedido a Marinha do Brasil em 2001.

## Datas
- Batimento de Quilha: 16 de agosto de 1984
- Lançamento: 5 de junho de 1985
- Incorporação (Lloyd Brasileiro): março de 1986
- Desativação (Lloyd Brasileiro): 24 de outubro de 1994
- Aquisição (Marinha do Brasil): 23 de abril de 2001
- Baixa (Marinha do Brasil): 25 de novembro de 2005
- Aquisição (Cia Navegação Norsul): 10 de outubro de 2008;[1]
- Aquisição (TPI - Triunfo Participações): 15 de julho de 2009;[4]

## Características
- Deslocamento: 27.940 ton.
- Dimensões:

188,02 m de comprimento,
30,71 m de boca e
16,11 m de calado.
- Propulsão: Motor diesel Sulzer 6RTA76 de 16.560 bhp.
- Velocidade: 19 nós.
- Capacidade de Carga: 1210 containeres de 20' (20 pés)
- Equipamentos:

2 guindastes eletro-hidráulicos com capacidade para 35 tons
1 guindaste eletro-hidráulico com capacidade para 22 tons
- Tripulação: 25 homens

Nenhum outro navio da Marinha brasileira utilizou este nome.